# Волочилище
Волочилище — река в России, протекает по Иловлинскому району Волгоградской области. Устье реки находится в 627 км по правому берегу реки Дон. Длина реки составляет 15 км.
Вблизи устья на правом берегу располагается станица Сиротинская.
Имеет правый приток — реку Заломы, также принимает сток из безымянного родника и из озёр Туполес, Фролово, Калтук, Круглое, ручьёв Тележенка и Первая Тележенка.

## Данные водного реестра
По данным государственного водного реестра России относится к Донскому бассейновому округу, водохозяйственный участок реки — Дон от впадения реки Хопёр до города Калач-на-Дону, без рек Хопёр, Медведица и Иловля, речной подбассейн реки — Дон между впадением Хопра и Северского Донца. Речной бассейн реки — Дон (российская часть бассейна).
Код объекта в государственном водном реестре — 05010300512107000009248.